# Empetrum eamesii
Empetrum eamesii là một loài thực vật có hoa trong họ Thạch nam. Loài này được Fernald & Wiegand mô tả khoa học đầu tiên năm 1913.